# Oreolalax schmidti
Espèce
Synonymes
- Scutiger schmidti Liu, 1947

Statut de conservation UICN

 NT  : Quasi menacé
Oreolalax schmidti est une espèce d'amphibiens de la famille des Megophryidae.

## Répartition
Cette espèce est endémique de la République populaire de Chine. Elle se rencontre entre 1 700 et 2 550 m d'altitude dans les provinces du Yunnan et du Sichuan. Sa présence est incertaine au Viêt Nam et au Laos.

## Étymologie
Cette espèce est nommée en l'honneur de Karl Patterson Schmidt.

## Publication originale
- Liu, 1947 : Two new frogs of the genus Scutiger from West China. Copiea, vol. 1947, no 2, p. 123-126.